# SC Xaverov Horní Počernice
SC Xaverov Horní Počernice is een Tsjechische voetbalclub uit de Praagse wijk Horní Počernice. De club is in 1920 opgericht onder de naam SK Horní Počernice. De club wist in 1977 voor het eerst het tweede niveau van het Tsjecho-Slowaakse voetbal te bereiken. In 2006 na een zevende plaats in de Druhá liga te hebben bereikt werd het eerste elftal van de club opgeheven, de jeugdteams bleven bestaan, en de licentie verkocht aan de Praagse club Bohemians Praag 1905. In 2013 werd opnieuw een eerste elftal ingeschreven, beginnend in de Praagse III. klasse.

## Naamswijzigingen
- 1920 – opgericht als SK Horní Počernice
- 1966 – SK DP Xaverov Praag
- 1990 – SK Xaverov Praag
- 1993 – 1. FC Terrex Praag
- 1999 – fusie met SK Chrudim → SC Xaverov Horní Počernice

## (Oud-)spelers
- Jan Rajnoch